# Nervous Brickdown
Nervous Brickdown est un jeu vidéo de casse-briques sorti en 2007 sur Nintendo DS. Le jeu a été développé par le studio français Arkedo Studio, et édité par Eidos.
Il a été édité au Japon sous le nom SuperLite 2500 Brickdown.

## Système de jeu
Le gameplay s'inspire de Breakout et sa principale originalité vient du fait qu'il se joue au stylet sur l'écran tactile de la Nintendo DS.

## Équipe de développement
- Design graphique / Gamedesign : Aurélien Regard
- Gamedesign : Camille Guermonprez
- Code : Eric Gâchons
- Mode coopératif : Maïwenn Rapine
- Sound design : Yubaba Smith & Fortune

## Récompenses
- Milthon du meilleur jeu sur console portable 2007.